# Rudall Conservation Park
Rudall Conservation Park är en park i Australien. Den ligger i delstaten South Australia, omkring 250 kilometer nordväst om delstatshuvudstaden Adelaide.
Trakten runt Rudall Conservation Park är nära nog obefolkad, med mindre än två invånare per kvadratkilometer.. Närmaste större samhälle är Cleve, omkring 18 kilometer öster om Rudall Conservation Park. 
Trakten runt Rudall Conservation Park består till största delen av jordbruksmark. Genomsnittlig årsnederbörd är 454 millimeter. Den regnigaste månaden är juni, med i genomsnitt 90 mm nederbörd, och den torraste är oktober, med 8 mm nederbörd.